# ژان-بتیست کلسنس
ژان-بتیست کلسنس (فرانسوی: Jean-Baptiste Claessens‎) ژیمناست هنری اهل بلژیک بود. از افتخارات وی میتوان به کسب مدال برنز در بازی‌های المپیک تابستانی ۱۹۲۰ اشاره کرد.